# Augusta La Torre
Augusta La Torre (Ayacucho, 29 de agosto de 1945 - Lima, 1988) foi uma das fundadoras e segunda líder do grupo guerrilheiro Sendero Luminoso, onde usava o pseudônimo de camarada Norah. Também foi a criadora do Movimento Popular de Mulheres, que lutava contra a opressão das mulheres e a favor dos direitos dos proletariados.

## Biografia
Nasceu em 29 de agosto de 1945, na cidade peruana de Ayacucho, como Augusta Deyanira La Torre, filha de Delia Carrasco e Carlos La Torre. Foi criada com ideologias comunistas, pois seu pai era líder do Partido Comunista em Huanta. Se formou na Escola Normal de Mulheres de Huamanga. Depois, entrou para Universidade San Cristóbal, mas não concluiu os estudos.
Foi durante as reuniões comunistas que seu pai realizava em sua casa, no ano de 1962, que La Torre conheceu Abimael Guzmán, um professor de filosofia na Universidade San Cristóbal de Huamanga. Casaram-se em 1964, em uma cerimônia civil e reservada, na casa da família La Torre.
La Torre e Guzmán viajaram para a China, entre 1965 e 1967, onde fizeram um treinamento de guerrilha com membros da Longa Marcha de Mao Tsé-Tung. Ao retornarem da viagem, passaram a traçar planos para a formação do grupo Sendero Luminoso. La Torre divulgava as ideias do marxismo e maoísmo do grupo através de panfletagem e comitês, e era responsável pela captação de membros, pois além de possuir habilidades interpessoais, sabia a língua quíchua. Em 1965, La Torre criou o Movimento Popular de Mulheres (MFP), um dos braços do Sendero Luminoso, onde os membros lutavam pela emancipação das mulheres.
Em 1974, La Torre e seu marido mudaram-se para Lima na clandestinidade, de onde articulavam a estratégia da guerrilha. Em 1978, Guzmán criou o Comitê Permanente do Sendero Luminoso, se colocando como o primeiro na linha de comando, La Torre como a segunda e Elena Iparraguirre como a terceira.

Faleceu em novembro de 1988, por motivos desconhecido na época. Segundo Guzmán, La Torre tinha cometido suicídio. Sua morte só foi divulgada quando autoridades peruanas, em 1991, conseguiram uma filmagem de seu velório. Recentemente, investigações apontam que La Torre foi assassinada por ser contra as diretrizes de Guzmán, e desejava separar o Sendero Luminoso. Guzmán nunca aceitou que os outros líderes do grupo investigassem a morte de La Torre, e desapareceu com seus restos mortais.